# Bodil Skjånes Dugstad
Bodil Skjånes Dugstad (født 23. maj 1927. død 6. februar 2021) var en norsk politiker i Arbeiderpartiet.
Hun var læreruddannet og var skoledirektør i Sør-Trøndelag 1982–92. I perioden deltog hun i udredningsarbejdet om sænket skolestartalder. 
Hun var stedfortrædende medlem i Stortinget for Sør-Trøndelagen i perioden 1973–1977. Fra 1973 til 1975, under Trygve Brattelis anden regering, var Dugstad statssekretær (viceminister) i Kirke- og undervisningsdepartementet.
Hun var datter af Ivar Skjånes. I 2002 udgav hun en bog om sin far: Røde dager og blå timer. Hun blev ridder af Sankt Olavs Orden i 1993. Hun var medlem af Trondheim bystyre, formand for Trondheim symfoniorkester, formand ved Nasjonalgalleriet og havde en række andre offentlige erhverv.